# Allophylus macrocarpus
Allophylus macrocarpus là một loài thực vật có hoa trong họ Bồ hòn. Loài này được Danguy & Choux mô tả khoa học đầu tiên năm 1926.